# 阿拉戈冰川
64°51′S 62°23′W / 64.850°S 62.383°W
阿拉戈冰川是南極洲的冰川，位於葛拉漢地西岸，處於莫塞爾冰川西北面，最終注入安沃爾灣，該冰川根據英國測量隊的空中照片被繪入地圖，以法國的測地學家命名。